# Ла-Нусія
Ла-Нусія (валенс. La Nucia (офіційна назва), ісп. La Nucía) — муніципалітет в Іспанії, у складі автономної спільноти Валенсія, у провінції Аліканте. Населення — 18 225 осіб (2010).

## Географія
Муніципалітет розташований на відстані близько 370 км на південний схід від Мадрида, 43 км на північний схід від Аліканте.

## Демографія
Динаміка населення (INE ):

## Галерея зображень

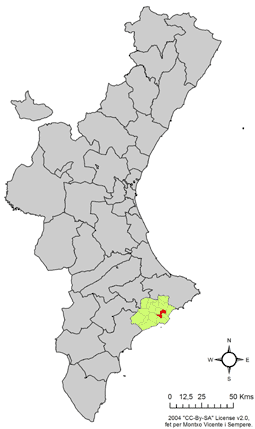
Розташування муніципалітету Ла-Нусія у автономній спільноті Валенсія
Розташування муніципалітету Ла-Нусія у комарці Маріна-Баха
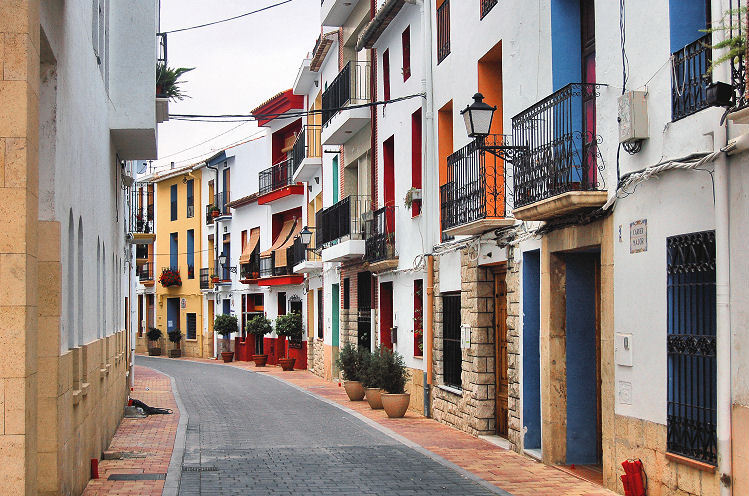
Вулиця